# The Legend of Bagger Vance
The Legend of Bagger Vance és una pel·lícula de l'any 2000 dirigida per Robert Redford i protagonitzada per Will Smith, Matt Damon i Charlize Theron.

## Argument
Savannah (Geòrgia), 1915. Rannulph Junuh (Matt Damon) podria arribar a ésser el millor golfista dels Estats Units, però arriba la Primera Guerra Mundial i hi ha d'anar a lluitar. Confús i desfet, Junuh desapareix. Quinze anys després, a Savannah, la rica Adele Invergordon (Charlize Theron) organitza un campionat estatal de golf. El premi serà de deu mil dòlars, quantitat molt apreciable en temps de la Gran Depressió. Junuh, que ha trobat consol en la beguda i les cartes, accepta participar-hi. El seu entrenador i cadi és el misteriós Bagger Vance (Will Smith), un misteriós jove negre a qui no coneix ningú.

## Context històric i artístic
The Legend of Bagger Vance és la sisena pel·lícula com a cineasta del popular actor estatunidenc Robert Redford i una suggerent i ben equilibrada comèdia dramàtica narrada amb elegància i sentiments evocatius. En semblança amb altres títols del mateix realitzador, la trama s'enfila en clau de faula idíl·lica, serena i lleugerament malenconiosa. Ambientat a Geòrgia durant la Gran Depressió, el relat es veu acaronat amb subtils trets al·legòrics, místics i fantàstics. L'esport del golf s'erigeix en límpida metàfora de la vida i de l'esperit de superació davant les adversitats, temes ja conreats per Redford en les també molt notables The Natural (1984), sobre el beisbol, i El riu de la vida (1992), al voltant de la pesca fluvial. Personificat per Will Smith, Bagger Vance sorgeix com una mena d'àngel de la guarda, figura benefactora de caràcter espiritual, potser inspirada per una recordada pel·lícula de Frank Capra, però tampoc estranya a la filmografia de Redford com a realitzador. Matt Damon interpreta el jove campió al qual la guerra ha pertorbat, paper que va refusar Brad Pitt. Charlize Theron apareix radiant i la recreació d'època esdevé impecable, encara millor gràcies a la preciosista fotografia de Michael Balhaus. Als joves actors esmentats se n'hauria d'afegir un altre, el veterà Jack Lemmon, qui a més d'exercir de narrador, es deixa veure obrint i tancant la història. Seria la seua darrera aparició en pantalla, atès que l'inoblidable actor va morir en finalitzar el rodatge.
Sòbria, optimista i rigorosa, la pel·lícula hagués merescut una major audiència, però ni tan sols la presència del molt cotitzat Will Smith (que per treballar-hi va acceptar la meitat dels vint milions de dòlars que cobrava aleshores) impediria un molt tebi recorregut comercial.

## Frases cèlebres
| « | "Aquest campionat serà l'esdeveniment més emocionant del segle." (El petit Hardy, interpretat per J. Michael Moncrief) | » |

| « | Old Hardy Greaves: "Déu és més feliç quan els seus fills estan jugant." | » |

## Curiositats
- "Bagger Vance" i "R. Junuh" són, respectivament, representacions de Bhagavān (Krixna) i Arjuna, del poema èpic hindú Bhagavad Gita: les lliçons apreses per Rannulph es basen, grosso modo, en les quals ensenya Krixna a Arjuna.[3]
- Matt Damon no tenia cap experiència prèvia de jugar al golf i va haver de passar un mes amb el golfista Tim Moss a Hilton Head Island (Carolina del Sud) per a preparar-se el paper.[3]
- Fou el darrer film de Lane Smith.[3]
- Charlize Theron i Will Smith tornarien a treballar junts a Hancock (Peter Berg, 2008).[3]
- La pel·lícula inclou tres guanyadors de l'Oscar (Matt Damon, Charlize Theron i Jack Lemmon) i un de nominat (Will Smith).[3]

## Errades del film
- Hi ha un tractor John Deere model A o B a la botiga, però, de fet, aquests tractors no es van començar a fabricar fins al 1934. A més, la xapa metàl·lica indica que el vehicle és un model de l'any 1939 o posterior.[4]
- A la ronda final, Junuh porta una camisa amb coll i una corbata. No obstant això i de sobte, al forat 18, desapareixen la corbata i el coll de la camisa.[4]
- Al final del partit, la il·luminació varia amb rapidesa i de forma irregular entre la tarda, la nit, el crepuscle i la posta de sol.[4]
- El segon dia del partit és un diumenge, la barberia és oberta i el pare hi és treballant, la qual cosa és increïble que passés un diumenge, a la dècada del 1920 i al sud dels Estats Units.[4]
- Hi ha moltes infraccions de les regles del golf al llarg de la pel·lícula.[4]
- Durant el gran partit de golf del 1930, hom pot veure nombroses escenes de consum d'alcohol. De fet, entre els anys 1920 i 1933, als Estats Units imperava la Llei Seca i no s'hi podia consumir alcohol legalment (encara que hi havia molta laxitud en l'aplicació d'aquesta llei, la pel·lícula exagera mostrant escenes en què aquesta pràctica sembla socialment acceptable i legal).[4]